# Llinda emblemàtica de Cal Boteric
La Llinda emblemàtica de Cal Boteric és una obra de l'Espluga de Francolí (Conca de Barberà) inclosa a l'Inventari del Patrimoni Arquitectònic de Catalunya.

## Descripció
Escut o emblema esculpit en la llinda de la porta d'entrada de Cal Boteric, típica mostra de l'existència dels gremis d'artesans a mitjans del segle xviii, establerts en els carrers adjacent als contraforts del castell de l'Espluga. L'activitat artesanal, relacionada amb l'activitat vitícola se centra en els nuclis més importants, ja que no tan sols eren el centre de producció i emmagatzemant del vi sinó també de la seva comercialització i distribució. Cal afegir que dins la història de la viticultura catalana, un dels moments més importants fou a mitjans del segle xviii, quan s'incrementaren les terres dedicades al cultiu de la vinya, especialment en les comarques de l'interior de Tarragona, per a la comercialització del vi